# Neagra (okręg Arad)
Neagra – wieś w Rumunii, w okręgu Arad, w gminie Dezna. W 2011 roku liczyła 91 mieszkańców. 